# Винарово (Старозагорська область)
Вина́рово (болг. Винарово) — село в Старозагорській області Болгарії. Входить до складу общини Чирпан.

## Населення
За даними перепису населення 2011 року у селі проживали 256 осіб, усі — болгари.
Розподіл населення за віком у 2011 році:
Динаміка населення: